# Georg Behrens-Ramberg
Georg Behrens-Ramberg (* 17. November 1875 in Hasenburg bei Lüneburg; † 7. September 1955 in Lübeck) war ein deutscher Maler und Radierer.

## Leben und Werk
Georg Behrens, der sich später – als Nachfahre des Johann Heinrich Ramberg – Behrens-Ramberg nannte, war nach den Aufzeichnungen im Matrikelbuch der Düsseldorfer Akademie 1893 und 1894 Student der Elementarklasse bei Heinrich Lauenstein und anschließend (1894) in der Vorbereitungsklasse A bei Johann Peter Theodor Janssen und dessen Hilfslehrer Arthur Kampf sowie 1896 bis 1897 Mitglied des Künstlervereins „Malkasten“. Anschließend war er in Berlin tätig. Als ein frühes Mitglied des Deutschen Künstlerbundes findet sich sein Name bereits im Mitgliederverzeichnis des Deutschen Künstlerbundes von 1906. 1912 ließ er sich in Lübeck nieder. In den Debatten der 1920er Jahre galt er als „ein konservativer Maler und Geist“. Als Vorsitzender der Vereinigung Lübecker Künstler ab 1927 vertrat er im Gegensatz zu seinem Vorgänger Erich Dummer eine zutiefst konservative Position, die ihn zum Gegner des damaligen Museumsdirektors Carl Georg Heise werden ließ.
Behrens-Ramberg war vor allem als Porträtmaler tätig. 1937, 1942 und 1943 war er auf der Großen Deutschen Kunstausstellung in München vertreten. Dabei wurde 1942 sein Porträt des Lübecker NS-Bürgermeisters Otto-Heinrich Drechsler und 1943 des Nazi-Generals Kurt von Briesen ausgestellt.
Ein Mappenwerk mit seinen Radierungen von Lüneburg erschien im Selbstverlag.
Sein letztes Werk (1955) war das Selbstbildnis Von Atelier zu Atelier 3, das mit seinem Nachruf am 8. September 1955 in den Lübecker Nachrichten abgebildet erschien.

## Werke in öffentlichem Besitz
- Bildnis Harry Maasz (1880–1946), um 1913/14: Behnhaus. Lübeck
- Blumenstilleben mit Wicken (1930), Behnhaus
- Bildnis Willibald Leo von Lütgendorff-Leinburg, 1936: Gesellschaftshaus der Gesellschaft zur Beförderung gemeinnütziger Tätigkeit, Lübeck[6]
- Herrenbildnis, Rathaus von Wilhelmsburg
- Bildnis Archivdirektor Johannes Kretzschmar (1864–1947): Archiv der Hansestadt Lübeck
- Amaryllis, Behnhaus ; ausgestellt: Grosse Deutsche Kunstausstellung 1937 im Haus der Deutschen Kunst zu München, Nr. 38[7]

weitere Arbeiten:
- Die Gattin des Künstlers,
- Aus dem Lübecker Schabbelhaus,
- Altlübeckisches Kontor im Schabbelhaus, 1924, Öl/Lwd., 50 × 58 cm
- Bildnis der 90-jährigen Schauspielerin Rosa Otto-Martineck, Zeichnung;[8]

alle abgebildet in: Vaterstädtische Blätter. Lübecker Woche. Unterhaltungsblatt der Lübeckischen Anzeigen, Nr. 6, 9. Mai 1926 (online)
- Bildnis Professor Dr. Rudolf Struck (1861–1935); wurde in den Vorstandsräumen der Gemeinnützigen Gesellschaft aufgestellt
- Früchtestilleben mit Nüssen und Nußknacker, Öl/Lwd., 30 × 36 cm; signiert: Gg. Behrens-Ramberg 1950 (Kunsthandel)
- Dame in weißem Kleid mit Sonnenschirm vor Rosensträuchern (Ehefrau des Wernigeröder Hofarztes Dr. Ewh), Öl/Lwd., 120,5 × 90 cm, signiert und datiert: Juli 1904; ehemals Kreisheimatmuseum Wernigerode (Abbildung)
- Bildnis des Geigers Joan Manén; ausgestellt: Grosse Berliner Kunstausstellung, 27. April bis einschliesslich 29. September, Berlin 1907, Katalog-Nr. 1197, S. 111
- Damenbildnis; ausgestellt: Große Berliner Kunstausstellung 1909; Katalog-Nr. 1060
- Kinderbildnis Erika von Maltzahn (1900–1989); ausgestellt: Große Berliner Kunstausstellung 1910; Katalog-Nr. 185
- Blondes Kleinkind in weißem Hängekleidchen und Stoffhasen im Schoß. Vor Blumenkulisse, 1919; Öl/Lwd., oval, 58 × 48 cm[9]
- Aus der Werkstatt des Künstlers; ausgestellt: Lübeck, Kunstsalon Möller; Abbildung: Vaterländische Blätter. Lübecker Woche. Unterhaltungsblatt der Lübeckischen Anzeigen 1926/27, S. 52
- Stilleben; ausgestellt: Lübeck, Kunstsalon Möller; Abbildung: Vaterländische Blätter. Lübecker Woche. Unterhaltungsblatt der Lübeckischen Anzeigen 1926/27, S. 52
- Bildnis Staatsrat Dr. Drechsler, Oberbürgermeister von Lübeck; ausgestellt: Große Deutsche Kunstausstellung 1942 im Haus der Deutschen Kunst zu München
- Bildnis General von Briesen; ausgestellt: Grosse Deutsche Kunstausstellung im Haus der Kunst, München 1943, Katalog-Nr. 23
- Michaelis-Kirche, Radierung 1911, 41 × 31 cm, verso mit Widmung[10]
- Hamburg, Zollkanal, Radierung
- Bildnis Hermann Eschenburg als Präses der Industrie- und Handelskammer Lübeck, frühe 1950er Jahre (Haus der Kaufmannschaft)

weitere Ausstellungsbeteiligungen:
- Ausstellung bei Eduard Schulte, Berlin 1905[11]
- Grosse Kunstausstellung in Herford in Verbindung mit einer Sonder-Ausstellung der Vereinigung nordwestdeutscher Künstler veranstaltet vom Kunstsalon Otto Fischer – Bielefeld. Herforder Gewerbe- und Industrie-Ausstellung, 29. Juli bis 5. September 1910 in der Kunsthalle
- Städtische Museum Hamm i. W.[12]
- Lübecker Künstler: Katalog des Hamburger Kunstvereins. Hamburg 1928, S. 171, Anm. 1239
- Jubiläumsausstellung Nordwestdeutscher Künstler. Hannover, Oldenburg 1932 (Katalog „25 Jahre Vereinigung Nordwestdeutscher Künstler“, 1932).